# IWIA
国際頭蓋内動脈瘤治療会議（こくさいのうどうみゃくりゅうかいぎ、International Workshop in Intracranial Aneurysm、略称：IWIA）は、国内外の著名な脳神経外科医により組織された国際会議。

## 概要
1980年代の脳神経科学において重要な学術課題であった破裂脳動脈瘤・くも膜下出血の外科的治療に焦点を置いた国際会議。日本国内で２回開催され、第3回から脳血管外科全般を対象とし国際脳血管外科研究会（IWCVS）、国際脳血管外科会議（ICCVS）として各国で開催。

## 学術集会の開催
第1回は京都市（会長：菊池晴彦教授・京都大学医学部脳神経外科学）、第2回は1989年に名古屋市（会長：杉田虔一郎教授・名古屋大学医学部脳神経外科学）で開催。その後IWCVS・ICCVSとして国内外で開催。最近では、2009年に第9回がICCVSとして名古屋市（会長：佐野公俊教授・藤田保健衛生大学医学部脳神経外科）で開催された。